# Шпренгер, Ян
Ян Михаэль Шпренгер (нем. Jan Michael Sprenger; род. 26 ноября 1982, Кёльн, Северный Рейн-Вестфалия) — немецкий шахматист, гроссмейстер (2018). Победитель командного чемпионата Нидерландов 2018 года, серебряный призёр Кубка Митропы 2002 года. Учёный, специализирующийся в области философии науки.

## Спортивная карьера
В составе национальной сборной серебряный призёр 21-го Кубка Митропы (2002) в Лейпциге.
С клубом «LSG IntelliMagic» (Лейден) выиграл командный чемпионат Нидерландов 2017/2018. Многократный участник Кубков европейских клубов в составе различных команд:
- «ASVÖ Wulkaprodersdorf», Австрия (2006),
- «Stukkenjagers Tilburg», Нидерланды (2012),
- «LSG Leiden», Нидерланды (2014—2017).

Участник личного чемпионата Европы 2018 в Батуми.

## Спортивные результаты
| Год       | Город    | Турнир                         | + | − | = | Результат | Место |
| --------- | -------- | ------------------------------ | - | - | - | --------- | ----- |
| 2005/2006 |          | «Bundesliga»                   | 5 | 3 | 6 | 8 из 14   | [ 4 ] |
| 2016      | Нови-Сад | «32nd European Chess Club Cup» | 2 | 1 | 4 | 4 из 7    | [ 5 ] |
| 2017      | Анталья  | «33rd European Chess Club Cup» | 3 | 2 | 2 | 4 из 7    | [ 6 ] |

## Изменения рейтинга
| Графики недоступны из-за технических проблем. См. информацию на Фабрикаторе и на mediawiki.org. |

## Научная карьера
Выпускник Боннского университета, защитил докторскую диссертацию по теме оснований индуктивного умозаключения под руководством профессора Андреаса Бартельса. Около 10 лет работал в Тилбургском университете как доцент, а затем полный профессор, с 2014 по 2017 год возглавлял исследовательский Центр моральной философии, эпистемологии и философии науки (нидерл. TiLPS). С 2017 года профессор философии науки на отделении философии и наук об образовании Туринского университета. В 2019 году совместно со Стефаном Хартманом выпустил в издательстве Оксфордского университета монографию Bayesian Philosophy of Science.